# Gli affari sono gli affari
Gli affari sono gli affari (Les affaires sont les affaires) è una commedia francese dello scrittore Octave Mirbeau, rappresentata con un grande successo nell'aprile 1903 a Parigi, sul palcoscenico della Comédie-Française. Ha conosciuto un trionfo mondiale, specialmente in Russia ed in Germania.

## Trama
Si tratta di una commedia classica, di costumi e di caratteri, che s'inscrive nella tradizione di Molière e dove l'anarchico Mirbeau sviluppa una critica violenta della società borghese dell'epoca, del capitalismo selvaggio e del mondo degli affari, forma legale del gangsterismo.
Il personaggio centrale si chiama Isidore Lechat: predatore senza scrupoli, è il prototipo del moderno affarista, prodotto del nuovo mondo, capace di trarre vantaggio da qualsiasi cosa e di avere mire espansionistiche sul mondo intero. Ma l'amore della figlia, Germaine, che si ribella contro il cinismo del padre e sceglie la libertà, e la morte del figlio corrotto, Xavier, in un incidente automobilistico, scappano alla sua libido dominandi.

## Trasposizioni
- Business Is Business, regia di Otis Turner (1915) - film muto statunitense
- Les affaires sont les affaires, regia di Jean Dréville (1942) - film francese
- Les affaires sont les affaires, regia di Gilbert Pineau (1966) - film per la tv francese
- Les affaires sont les affaires, regia di Philippe Bérenger (2011) - film per la TV francese